# Верхний Хомутец
Верхний Хомутец — хутор в Весёловском районе Ростовской области.
Входит в состав Весёловского сельского поселения.

## История
Согласно записям сохранившимся в  архивных документах[каких?] в 1808 году подполковник Иван Янов обратился с прошением в канцелярию Войскового Правительства о передаче основанного им «при урочище Усть-Хомутца ради скотоводства хутора со всем хозяйственным при оном обзаведении в вечное владение внуку его хорунжему Артемию Астахову».
В другом документе[каком?] датированным 28 июля 1812 года упоминается, что в урочище Хомутца полковником Ефимом Астаховым заведён зимник 15 лет тому назад (то есть в 1797 году). Вероятно, именно этот зимник  и стал в дальнейшем хутором Верхний Хомутец.
На хуторе по балке располагались четыре отдельных друг от друга пруда с чистой родниковой водой. Их  глубина доходила до четырёх метров.
Вскоре на  хуторе среди степи был высажен лес. Имя его создателя доподлинно не известно. Согласно одним источникам, он был посажен в 1840 году казаком Егором Спиридоновичем Пустоваровым с товарищами. По другим ― в 1886 году местный помещик взял ссуду в казне для высадки леса. Силами жителей хутора лес был посажен, но вернуть ссуду помещик не смог, и молодой лес был передан казне. Вероятно, именно поэтому иногда казаки называют этот лес казённым.
Впоследствии  работы по посадке молодых деревьев были продолжены. Со временем вся территория была разбита на кварталы, где постепенно подсаживали те же породы саженцев. Со временем лес стали заполнять животные и птицы.
В конце 1950-х годов благодаря усилиям зоолога Б.А. Нечаева на его территории был создан заказник. Были построены кордоны, были завезены олени, еноты, фазаны.
Заселение хутора происходило постепенно, в основном это были переселенцы. Они селились компактно, поэтому и улицы получили соответствующие названия. Так,например, Хохлячая улица была заселена приехавшими  с Украины, Курская – жителями из Курской губернии.
Согласно архивным данным[каким?], в 1915 году на хуторе было 68 дворов и проживало 510 человек (267 мужчин и 243 женщины).
После окончания Гражданской войны, в начале 1920-х годов, в Верхнем Хомутце был создан сельский Совет. В его состав вошли хутора Казённо-Полстяной, Манычский лесхоз, Лесное, Голубовка, Красная Звезда, Краснюков, Ямота.
Постепенно  хутор рос и развивался. В 1926 году в хуторе была  открыта четырёхлетняя школа, в которой в то время работали два учителя и директор. В 1936 году школа стала уже семилетней. В 1941 году в Верхне-Хомутецкой школе было уже три седьмых класса.
В 1930-х годах в хуторе работали кирпичный и молочный заводы.
Великая Отечественная война затронула в том числе и хутор: из 130 ушедших на фронт жителей домой вернулось только 47. В период немецкой оккупации Весёловского района в хуторе Верхний Хомутец действовал партизанский отряд.
На данный момент хутор Верхний Хомутец территориально относится к Весёловскому сельскому поселению, а экономически – является отделением ОАО «Красный Октябрь». На землях вокруг Верхнего Хомутца выращивается пшеница, кукуруза и подсолнечник.

## География
Возле хутора имеется лес, состоящий из большого количества древесных и кустарниковых пород, но подавляющее большинство деревьев: клёны и ясени.

### Улицы
- пер. Лесной,
- пер. Малый,
- пер. Школьный,
- ул. Курская,
- ул. Центральная.

## Население
| 1989 | 2002 | 2010 |
| ---- | ---- | ---- |
| 336  | ↘308 | ↘283 |

### Известные люди
В хуторе родились:
- Дагаева, Елена Семёновна — Герой Социалистического Труда,
- Мордвянников, Михаил Степанович — Герой Советского Союза.
- Поляков, Иван Тимофеевич  (17.01.1923—?) — Герой Социалистического Труда

## Инфраструктура
В хуторе имеется основная общеобразовательная школа.

## Культура
- Памятник: 1 памятник советским воинам в парке
- Сельский Дом Культуры, в котором имеется Библиотека.